# Daniela Rocca
Daniela Rocca (Acireale, 12 settembre 1937 – Milo, 28 maggio 1995) è stata un'attrice cinematografica italiana.

## Biografia
All'età di sedici anni fu eletta Miss Catania. Dopo aver partecipato al concorso di Miss Italia, si trasferì a Roma, incominciando la carriera di attrice cinematografica nel 1955 con piccole parti in film di modesta levatura. Nel 1959 il regista Fernando Cerchio le diede una parte di maggior rilievo in Giuditta e Oloferne, primo di una serie di film del filone storico-biblico in costume ai quali partecipò nel biennio successivo. Nello stesso anno partecipò al film La battaglia di Maratona di Jacques Tourneur.
Ma la vera svolta professionale avvenne nel 1961 con Divorzio all'italiana di Pietro Germi, pellicola in cui sostenne il ruolo della moglie del protagonista Marcello Mastroianni. Per la prima volta non veniva scelta per la sua avvenenza fisica ma per le sue doti recitative: trasformata da un trucco che la imbruttiva tanto da renderla irriconoscibile, si esibì in una grande interpretazione che la consacrò star internazionale, così da guadagnarsi la candidatura come migliore attrice straniera al British Academy Film Awards, concorso organizzato dalla British Academy of Film and Television Arts. Sul set del film nacque anche la travagliata relazione sentimentale con il regista Pietro Germi, che contribuirà a minare profondamente la sua fragile psiche.
Turbata dalla storia con Germi, a causa della quale tenterà più volte il suicidio, la Rocca decise di girare un film, Il peso del corpo, del quale voleva essere regista, produttrice e attrice protagonista: fu un progetto stralunato che la porterà a dilapidare tutti i suoi averi. Nel 1962 fu scelta da Gianni Puccini come protagonista de L'attico, film semi-autobiografico nel quale le delusioni della protagonista, ragazza che giunge a Roma dalla provincia, oltre ad alcuni sottili ma chiari riferimenti, ci rimandano alla vicenda umana della Rocca.
Nel 1963 recitò in La noia, di Damiano Damiani, e negli anni seguenti partecipò ad altri film minori, ma dopo il 1967 gravi disturbi la costrinsero al ricovero in una casa di cura per malattie mentali e causarono l'interruzione definitiva della sua carriera artistica. Nel 1977 Marco Bellocchio, regista attratto dall'analisi dei risvolti patologici della psiche, la richiamò per interpretare se stessa nel film La macchina cinema girato insieme a Silvano Agosti.
Durante il lungo ricovero, la Rocca scrisse poesie, alcune delle quali (Poeta sono, Una suora, È estate, Strade di Roma, Alla mia donna) incise su disco dal cantante Armando Stula, e romanzi, tra i quali Chiamatemi per le lune, pressoché introvabili. Secondo quanto scritto dal giornalista palermitano Franz Maria d'Asaro nel saggio C'era una volta la Sicilia, edito dalle Edizioni Thule nel 1979, l'attrice avrebbe trascorso i suoi ultimi anni romani lavorando in un negozio di parrucchiere per donne e bambini in via Arduino 3, nei pressi di piazza Bologna.
Morì il 29 maggio 1995, in una casa di riposo a Milo, a causa dell'aggravarsi delle sue condizioni di salute.

## Filmografia

Daniela Rocca in una scena del film Divorzio all'italiana (1961)

- La Luciana, regia di Domenico Gambino (1954)
- Il nostro campione, regia di Vittorio Duse (1955)
- Il padrone sono me, regia di Franco Brusati (1955)
- Elena di Troia, regia di Robert Wise (1956)
- Addio sogni di gloria, regia di Giuseppe Vari (1957)
- Il cielo brucia, regia di Giuseppe Masini (1957)
- Mercanti di donne (Marchands de filles), regia di Maurice Cloche (1957)
- Giuditta e Oloferne, regia di Fernando Cerchio (1959)
- Non perdiamo la testa, regia di Mario Mattoli (1959)
- Caltiki il mostro immortale, regia di Riccardo Freda e Mario Bava (1959)
- Le legioni di Cleopatra, regia di Vittorio Cottafavi (1959)
- La battaglia di Maratona, regia di Jacques Tourneur (1959)
- La battaglia di Austerlitz (Austerlitz), regia di Abel Gance (1960)
- La regina delle Amazzoni, regia di Vittorio Sala (1960)
- Ester e il re (Esther and the King), regia di Raoul Walsh (1960)
- La vendetta dei barbari, regia di Giuseppe Vari (1960)
- I masnadieri, regia di Mario Bonnard (1961)
- Divorzio all'italiana, regia di Pietro Germi (1961)
- Peccati d'estate, regia di Giorgio Bianchi (1962)
- La città prigioniera, regia di Joseph Anthony (1962)
- I Don Giovanni della Costa Azzurra, regia di Vittorio Sala (1962)
- L'attico, regia di Gianni Puccini (1963)
- Sinfonia per un massacro (Synphonie pour un massacre), regia di Jacques Deray (1963)
- La noia, regia di Damiano Damiani (1963)
- ...e venne il giorno della vendetta (Behold a Pale Horse), regia di Fred Zinnemann (1964)
- Colpo grosso ma non troppo (Le Corniaud), regia di Gérard Oury (1965)
- Assicurasi vergine, regia di Giorgio Bianchi (1967)
- Un giorno, una vita, regia di Albino Principe (1970)
- La macchina cinema, regia di Marco Bellocchio – docu-film (1977)

## Riconoscimenti
- BAFTA
  - 1964 – Candidatura alla migliore attrice protagonista per Divorzio all'italiana

- Taormina Film Fest
  - 1963 – Arancia d'oro alla miglior attrice

## Doppiatrici
- Rita Savagnone in La regina delle amazzoni, Ester e il re, Divorzio all'italiana, I dongiovanni della Costa Azzurra, E venne il giorno della vendetta
- Maria Pia Di Meo in La vendetta dei barbari, Peccati d'estate
- Dhia Cristiani in Il padrone sono me
- Fiorella Betti in Il nostro campione
- Rosetta Calavetta in La battaglia di Maratona
- Gabriella Genta in La città prigioniera

## Opere letterarie
- Chiamatemi per le lune, Enzo Giannelli, Roma, Edizioni Don Chisciotte, 1978.

## Citazioni e omaggi
- Sabbie mobili, pièce teatrale con l'attrice Guia Jelo nella parte di Daniela Rocca, tratta dalla biografia di  Domenico Trischitta.
- Il poeta argentino Juan Gelman le ha dedicato la poesia Teoría sobre Daniela Rocca.